# Mendolito
Mendolito è una contrada da cui prende il nome un importante sito archeologico in Sicilia, nei pressi dell'odierna Adrano.
La contrada, che appare abbandonata e sempre più spopolata, fino alla prima metà del XX secolo era caratterizzata da agrumeti, per lo più coltivati ad arance, di cui rimangono ancora i singolari terrazzamenti, perfettamente ortogonali e ottenuti con muretti a secco in rocce vulcaniche, alimentati da canali irrigui in terracotta e cemento. Sopravvivono delle antiche coltivazioni gli ulivi e pochi alberi da frutta.
Il sito archeologico, senza denominazione, è considerato particolarmente importante per il cospicuo ripostiglio bronzeo e per l'unica iscrizione in lingua sicula di carattere monumentale ad oggi pervenuta.

## Etimologia
Il toponimo è da ricollegarsi al siciliano minnulitu 'mandorleto', derivato a sua volta da mènnula.

## Storia

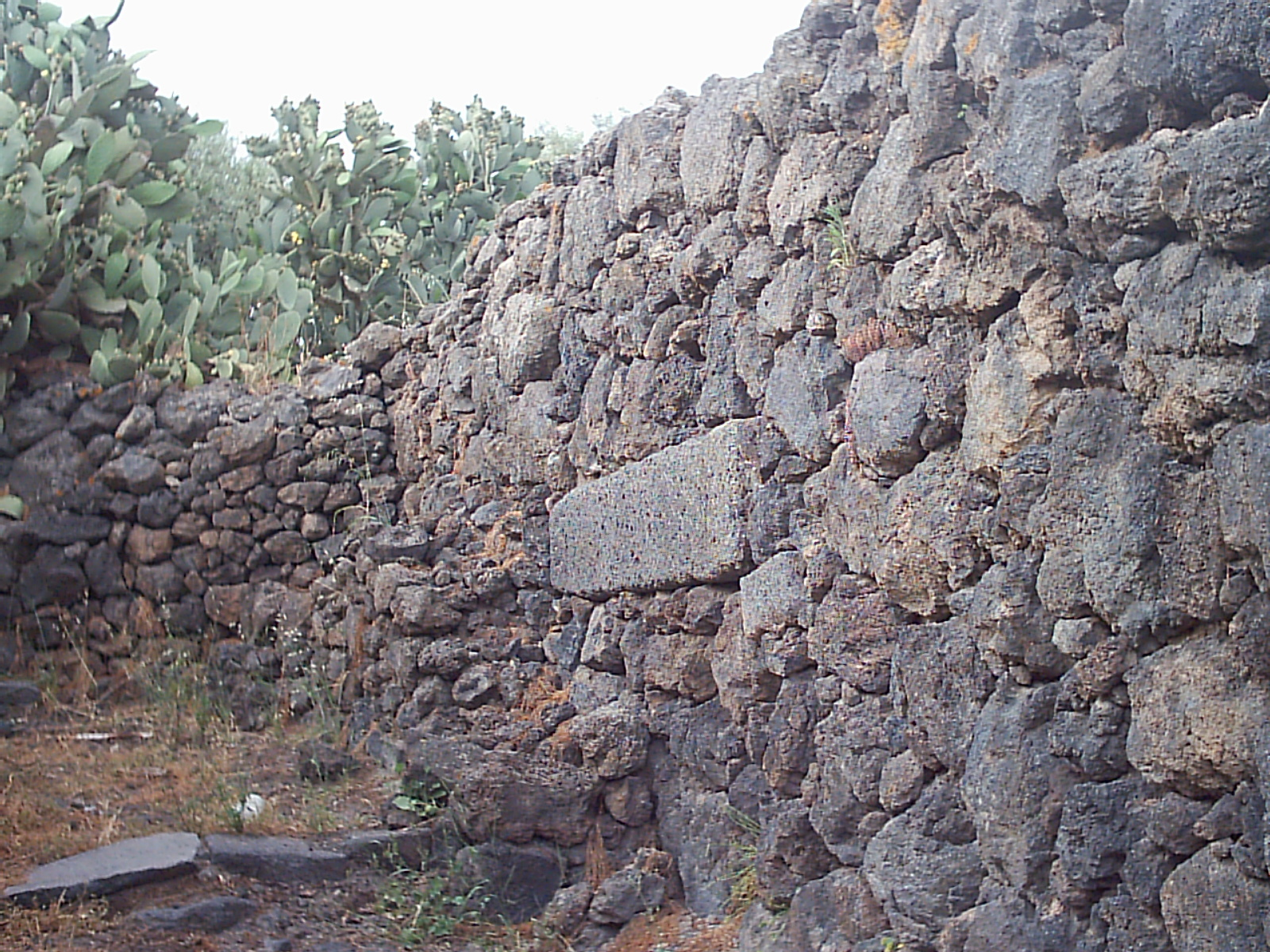
La porta sud di Mendolito.

La frequentazione dell'area si è ipotizzata a partire dall'XI-IX secolo a.C., sebbene più a est e più in alto in quota si trovi la Grotta del Santo, frequentata già in età castellucciana (prima metà del III millennio a.C.).

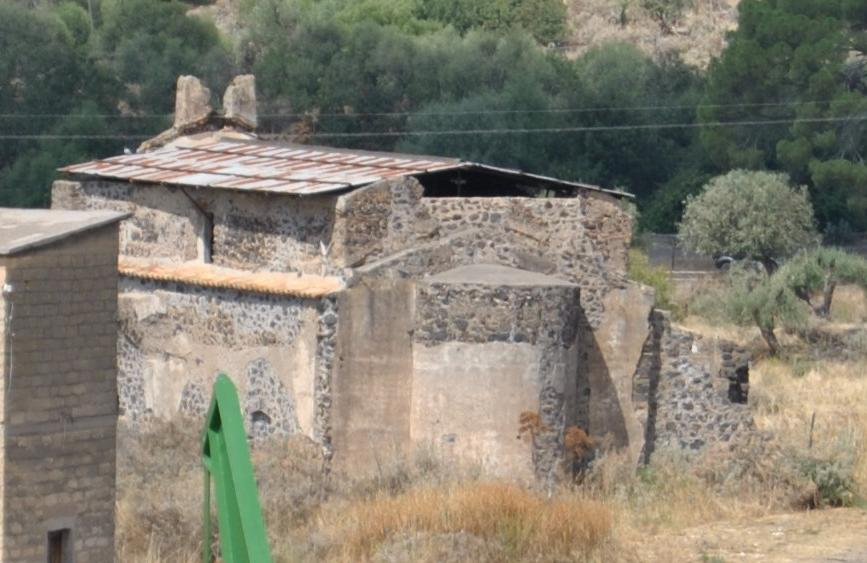
La Cappella di Santa Domenica nell'omonima contrada, risalente probabilmente al periodo normanno e ricostruita in diversi periodi.

Una serie di capanne relative alla facies etnea della cultura sicula iniziarono a costituire un villaggio certamente nel corso dell'VIII secolo a.C., periodo a cui appartengono i ritrovamenti più antichi rinvenuti negli scavi compiuti presso le aree abitative. La formazione di una cittadella si potrebbe ipotizzare quale conseguenza al sorgere delle prime poleis sicheloe, ossia le città fondate dai coloni greci in Sicilia durante la fine del secolo.
L'accrescimento del potere, la conquista di porzioni sempre più consistenti di territori e la fondazione di sub-colonie da parte delle città greche porta il villaggio alla realizzazione di una massiccia opera di fortificazione in emplekton nel corso della seconda metà del VI secolo a.C., di cui ci rimane una maestosa porta stretta tra due profonde torri "a ferro di cavallo", quasi certamente rifatta in più parti, come testimonia una parete della torre ovest da cui emerge una struttura precedente dagli angoli a blocchi ben squadrati, inglobata dal resto del fortilizio a grosse pietre poligonali. Il villaggio conosce l'abbandono nel corso del V secolo a.C., forse a seguito della fondazione di Adranon.

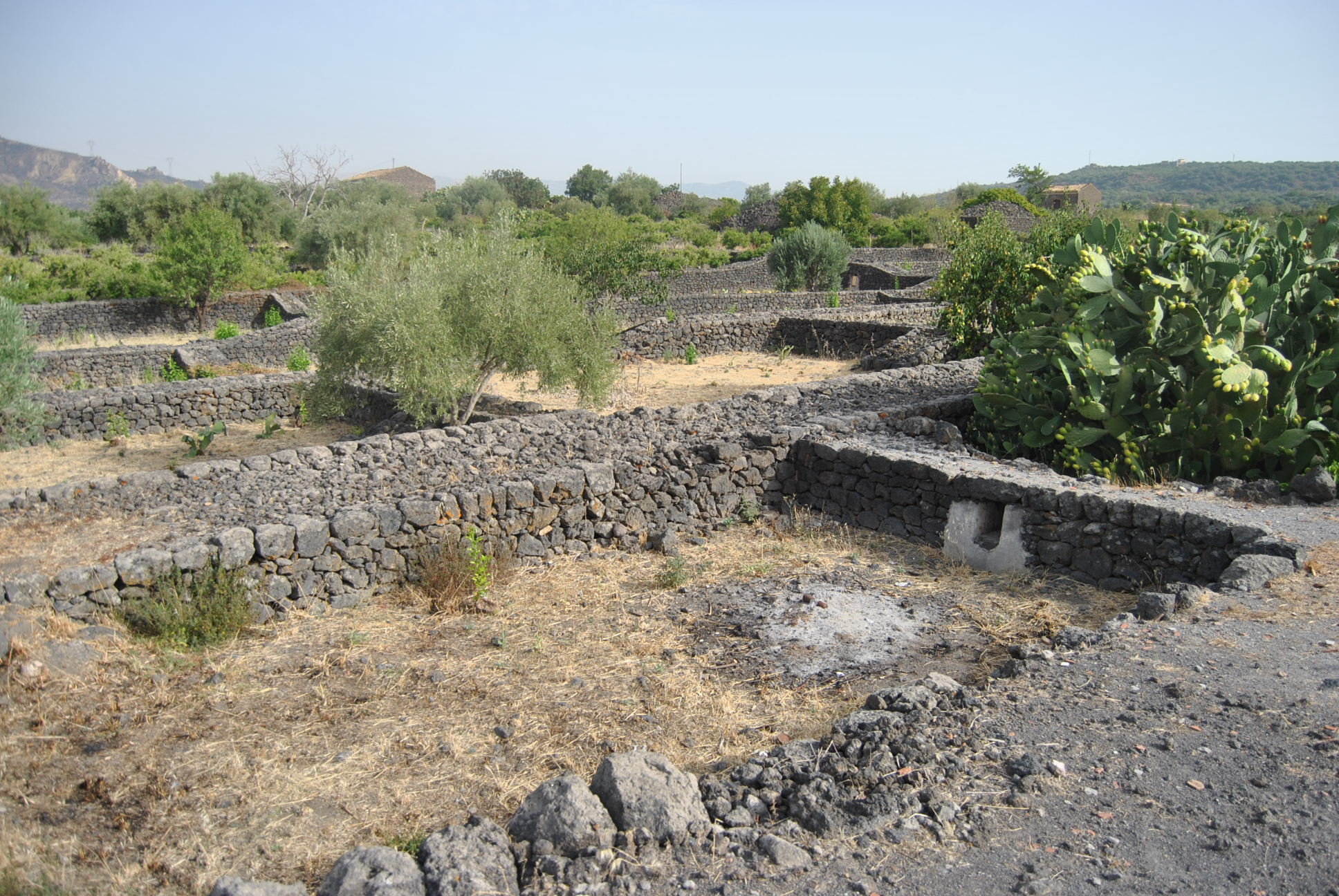
Terrazzamenti a secco della contrada di Mendolito, risalenti per la maggior parte al XIX secolo.

Nel corso dei secoli il sito, ormai spopolato, assume un carattere decisamente rurale: mai del tutto abbandonato - resti di tegole ellenistiche e frammenti di ceramica romana possono far pensare alla presenza di una comunità contadina - divenne tappa obbligata per il passaggio del fiume Simeto, mediante un ponte edificato originariamente in età romana.
Tale struttura venne ricostruita nel corso della dominazione normanna dell'Isola e prese il nome di Ponte dei Saraceni.
Poco più a sud in contrada Sciarone è invece attestata la presenza di un culto a Santa Domenica, in un tempio forse di epoca bizantina ricostruito al tempo del Conte Ruggero e di sua nipote Adelicia, e il culto di Santa Maria, forse tempio normanno che nel XVII secolo assumerà il titolo di Santa Domenica sostituendo definitivamente il precedente, nella contrada Santa Domenica. Relativo al periodo normanno il Mendolito è chiamato casale Bulichel e viene ceduto dalla contessa Adelicia con tutti i villani saraceni che lo popolavano al costruendo monastero di S. Lucia in Adernione nel 1158.
Nel 1631 viene fondato poco oltre il borgo rurale di Carcaci, in seguito parte del territorio di Centuripe, dove venne realizzato tra il 1765 e il 1777 il ponte acquedotto del principe di Biscari Ignazio Paternò Castello.
Tra il XVIII e il XIX secolo la contrada Mendolito viene lottizzata e vengono realizzati imponenti terrapieni disposti in filari ortogonali e regolari, alimentati da saie, mentre notevoli residenze rurali riempivano i campi coltivati. La campagna appare piuttosto popolosa se nel 1826 venne istituita con real decreto una fiera da tenersi per la ricorrenza di Santa Domenica presso la chiesa omonima, evento protratto fino alla metà del XX secolo. La metà meridionale del sito veniva acquistato dalla famiglia Sanfilippo, cui ancora appartiene.
Negli anni 1920 venne realizzata una piccola chiesetta che sostituiva il vecchio luogo di culto, ormai pericolante. Tra il XIX e il XX secolo iniziarono le prime indagini archeologiche in senso moderno della cittadella sicula.
Nel corso del XX secolo, come molte altre aree rurali della Sicilia, la contrada venne via via abbandonata e i terreni lasciati incolti. Nel corso del XXI secolo la zona Manganello, a ridosso con la contrada Mendolito, sebbene tutelata in qualità di SIC (79/409 CEE) è frequente vittima di discariche abusive.

## Area archeologica

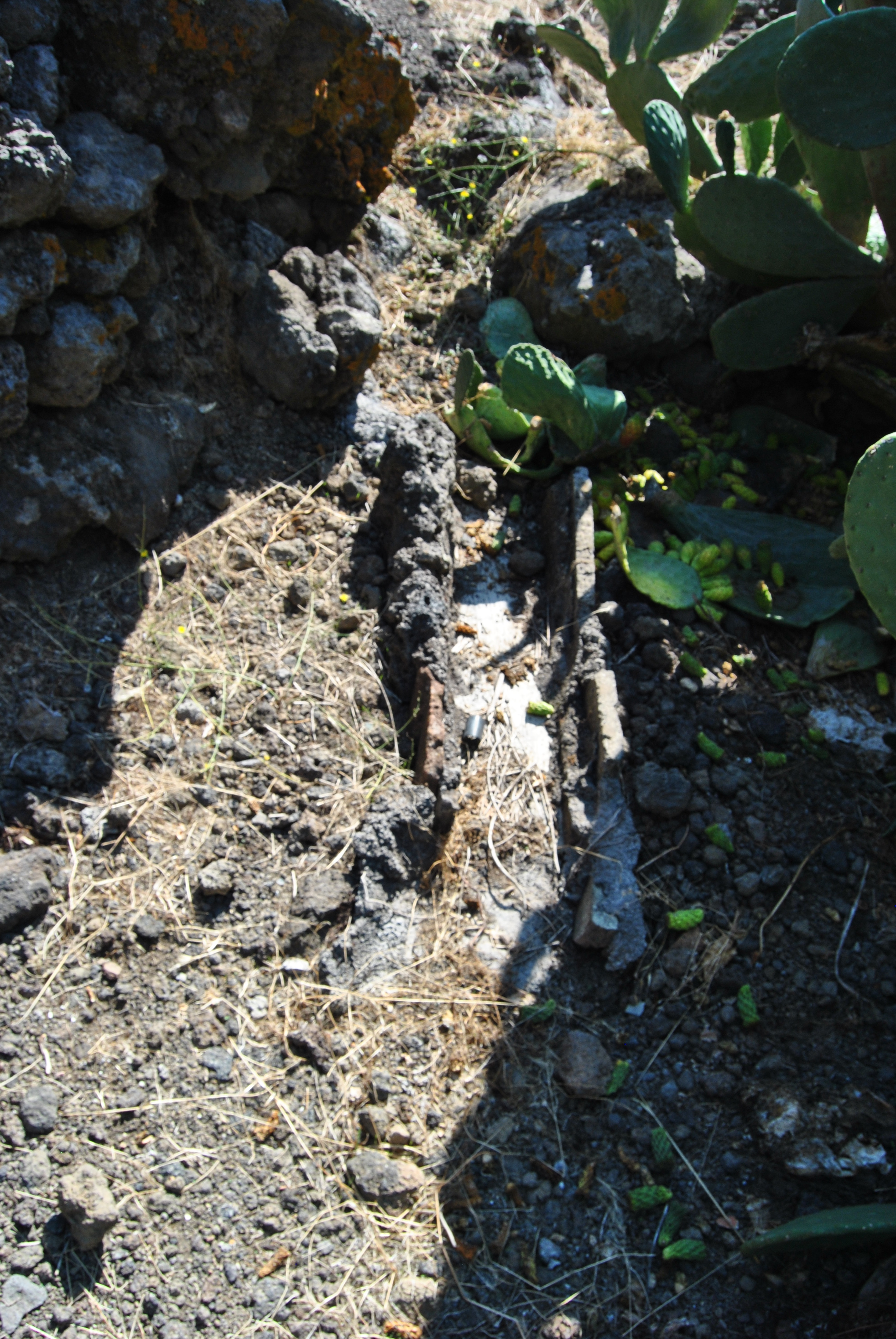
Una saia ricavata sfruttando tegole di età ellenistica.

La fondazione della città viene fatta risalire all'XI-IX secolo a.C., in un'ansa del fiume Simeto tra Adrano e Centuripe.
Il luogo ricco di vegetazione e al sicuro da attacchi da parte dei nemici era un luogo ottimale per far sorgere una città. Fu un importante centro per la lavorazione dei metalli. L'area archeologica si estende per circa 80 ettari tra le contrade Mendolito, Mendolitello, Polichello e Sciare Manganelli e comprende una serie di edifici rinvenuti nel corso degli anni 1960, 1980 e 2000, nonché una lunga porzione di mura perimetrale e la porta sud dell'abitato. L'area comprende diversi fondi privati non ancora soggetti ad esproprio.

### Necropoli
La città aveva presso la contrada Sciare Manganelli la sua necropoli meridionale, a distanza non eccessiva dalla porta sud. Qui vennero alla luce durante le campagne di scavo di Orsi alcune tombe in pianta circolare definite dall'archeologo triestino tholoi. Dette tombe dovevano probabilmente essere chiuse da filari in pietra digradanti verso un centro in alto formando una pseudocupola.
Altre quindici tombe a tholos vennero scoperte dalla Pelagatti; queste erano formate da un unico ambiente ovoidale o circolare cui si accedeva da un piccolo dromos, mentre il pavimento era ricavato dal banco roccioso. Si è ipotizzato che fossero destinate ad accogliere più individui monofamiliari.
I corredi, differenziati, erano composti da ceramiche locali nello stile di Licodia, ceramiche di importazione greca, oggetti in bronzo e scarabei pseudo-egizi in faience. La necropoli non appare precedere la metà dell'VIII secolo a.C. e la sua frequentazione appare concentrata tra il VII e il V secolo a.C..
Nella proprietà Stissi rinvenne un tipo di sepoltura diversa dalle precedenti: una deposizione alla cappuccina di tipo greco databile al V secolo a.C.. Altri tipi di sepoltura, ancora, sono ad enchitrismos entro contenitori in terracotta sepolti al di sotto dei pavimenti delle abitazioni. Si tratta delle sepolture di bambini molto piccoli relative al VII secolo a.C..

### Abitazioni
Il villaggio, circondato da una spessa cortina muraria (chiamata localmente u murazzu), era costituito da residenze in pianta quadrangolare di modeste dimensioni, datate al VI-V secolo a.C., e in un caso è venuto alla luce un lungo edificio di pianta rettangolare orientato in senso nord-sud, suddiviso in quattro ambienti più piccoli da tre serti murari.
Le abitazioni si presentavano tutte in muratura a secco, mediante l'uso di pietre vulcaniche di varia dimensione e nel caso dell'edificio maggiore fin qui ritrovato la copertura era a tegole di terracotta.
Tale copertura ha un valore sociale importante ed è indice di una notevole influenza da parte del mondo greco nei confronti delle realtà indigene le quali usavano in principio materiale deperibile come paglia e fango per la copertura delle capanne. Inoltre conferma quanto già era sospettato dal modello di tempietto da Sabucina, sebbene questi di contesto sicano, ossia che gli indigeni accolsero facendo proprie le innovazioni architettoniche alloctone adattandole alle proprie esigenze.
Gli edifici noti sono soprattutto residenze private e sebbene non siano ancora pervenuti edifici identificabili quali santuari di carattere pubblico, non mancano indizi concreti dell'esistenza di tali strutture, come gli originali capitelli in pietra lavica vagamente ispirati agli stili ionico e dorico o i frammenti di colonne a sezione ottagonale e le numerose antefisse (in numero maggiore a testa di menade, ma anche a protome leonina o gorgonica). Alcuni dei resti architettonici vennero rinvenuti all'"interno della porta", il che farebbe ipotizzare alla presenza di un edificio cultuale o di carattere pubblico presso la porta meridionale, di poco entro le mura.

### Porta Sud

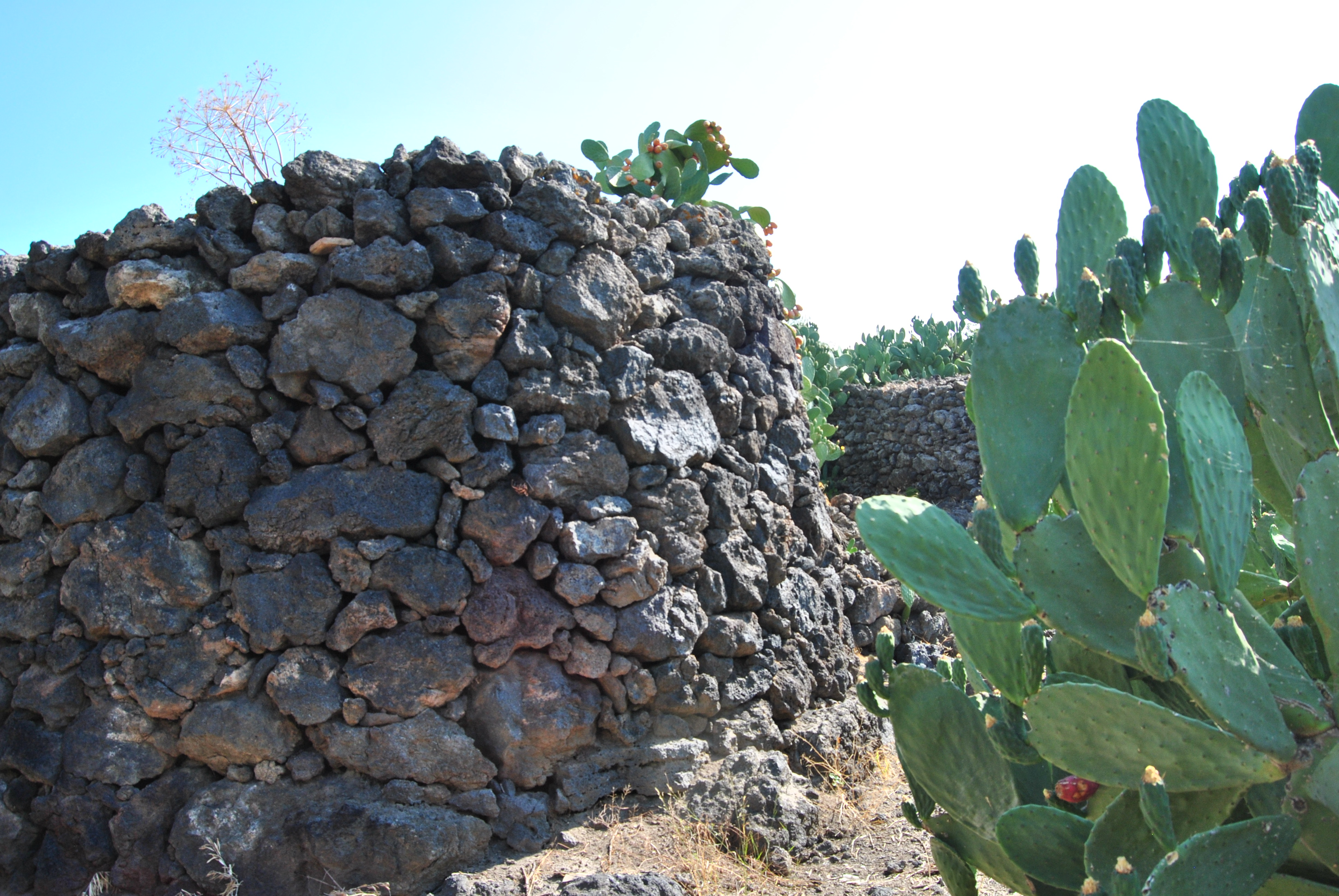
Torre est della porta: si nota l'andamento curvilineo della parete esterna

Nel biennio 1962-63 la Soprintendenza Archeologica di Siracusa identificò la porta cittadina sul lato meridionale della cortina muraria e nel liberarla venne alla luce nello stipite orientale un blocco in arenaria recante un'importante iscrizione in caratteri greci, ma in lingua anellenica (Siculo). Si tratta di una scriptio continua graffita da destra a sinistra sulla faccia esterna del blocco il cui significato è ancora indecifrato.
Alcune lettere sono state diversamente interpretate: ad esempio, anziché tento si dovrebbe leggere teuto interpretato come 'popolo', ma anche ricondotto al nome sicano Teùtos.
Il blocco venne asportato e custodito al Paolo Orsi. Negli ultimi anni 2000 si provò a riottenere per la città di Adrano il pezzo, ma la replica da parte dell'allora direttore del museo Beatrice Basile fu negativa, sebbene non negò la possibilità di farne un calco fedele mediante riproduzione virtuale a seguito di laser scanner.
La porta è formata da due lunghe torri culminanti a semicerchio tra cui è ricavato uno stretto corridoio che dava sull'unica apertura; la tecnica edilizia è ad emplekton e fa largo uso di pietre poligonali framezzate da cunei. Vi si accedeva mediante una gradinata a pendenza lieve e di passo lungo, mentre il rinvenimento di un crollo di tegole presso il punto più stretto tra le due torri fa pensare all'esistenza di una sorta di tettoia in prossimità dell'apertura.
Il resto della cinta muraria appare meno omogenea, probabilmente a seguito di restauri successivi alla sua prima erezione. La cinta probabilmente circondava i lati nord, est e sud, lasciando sguarnito il lato occidentale in quanto si trovava affacciato su scoscese pareti rocciose.

### Bronzi

#### Ripostiglio
Il ritrovamento del celebre ripostiglio avvenne per opera di un contadino in modo casuale nel 1908: nel fondo Ciaramidaro egli rinvenne un dolio (vaso di grandi dimensioni), al cui interno erano ben conservati numerosissimi manufatti in bronzo databili tra la fine dell'VIII e la prima metà del VII secolo a.C.
Il grosso degli oggetti (circa 800 kg) era costituito da armi e pani di bronzo (veri e propri lingotti ottenuti con la rifusione di altri oggetti), mentre il resto del tesoretto consiste in cinturoni in lamina a sbalzo, asce, punte di lance, zappe, schinieri, coltelli, rasoi, anelli, pendagli, bracciali, fibule, usate come pagamento.
Parte del tesoretto venne disperso nel mercato antiquario e si deve alla certosina pazienza dell'archeologo Paolo Orsi il recupero di gran parte dei manufatti, raccolti poi nel nascente museo archeologico di Siracusa.
La presenza di un bottino così cospicuo, tale da essere per quantità di oggetti il secondo in Italia, ha portato alcuni studiosi a ipotizzare la presenza di una fonderia connessa ad un santuario o al tesoro di una corte principesca.

#### Altri ritrovamenti

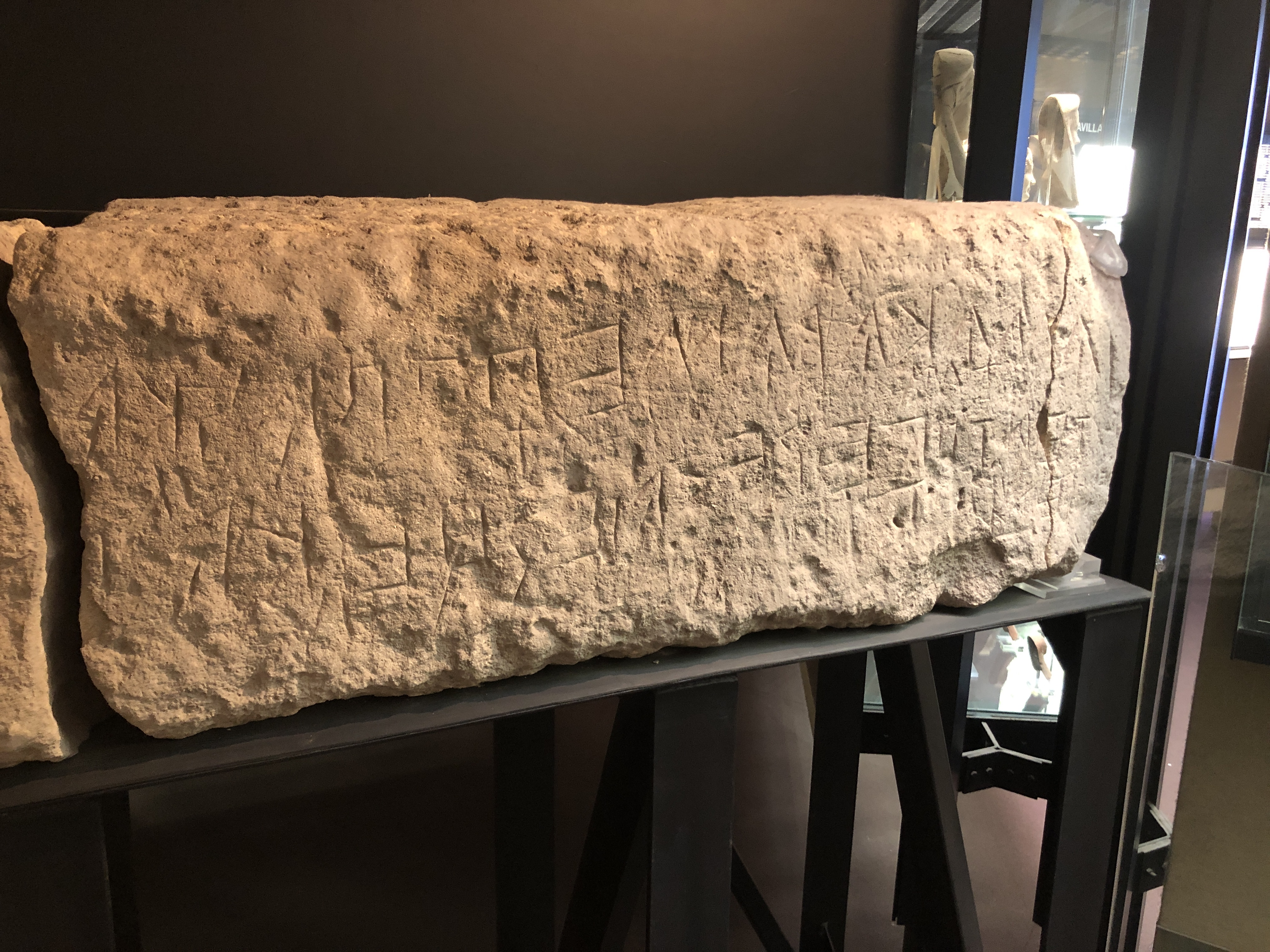
Epigrafe del Mendolito

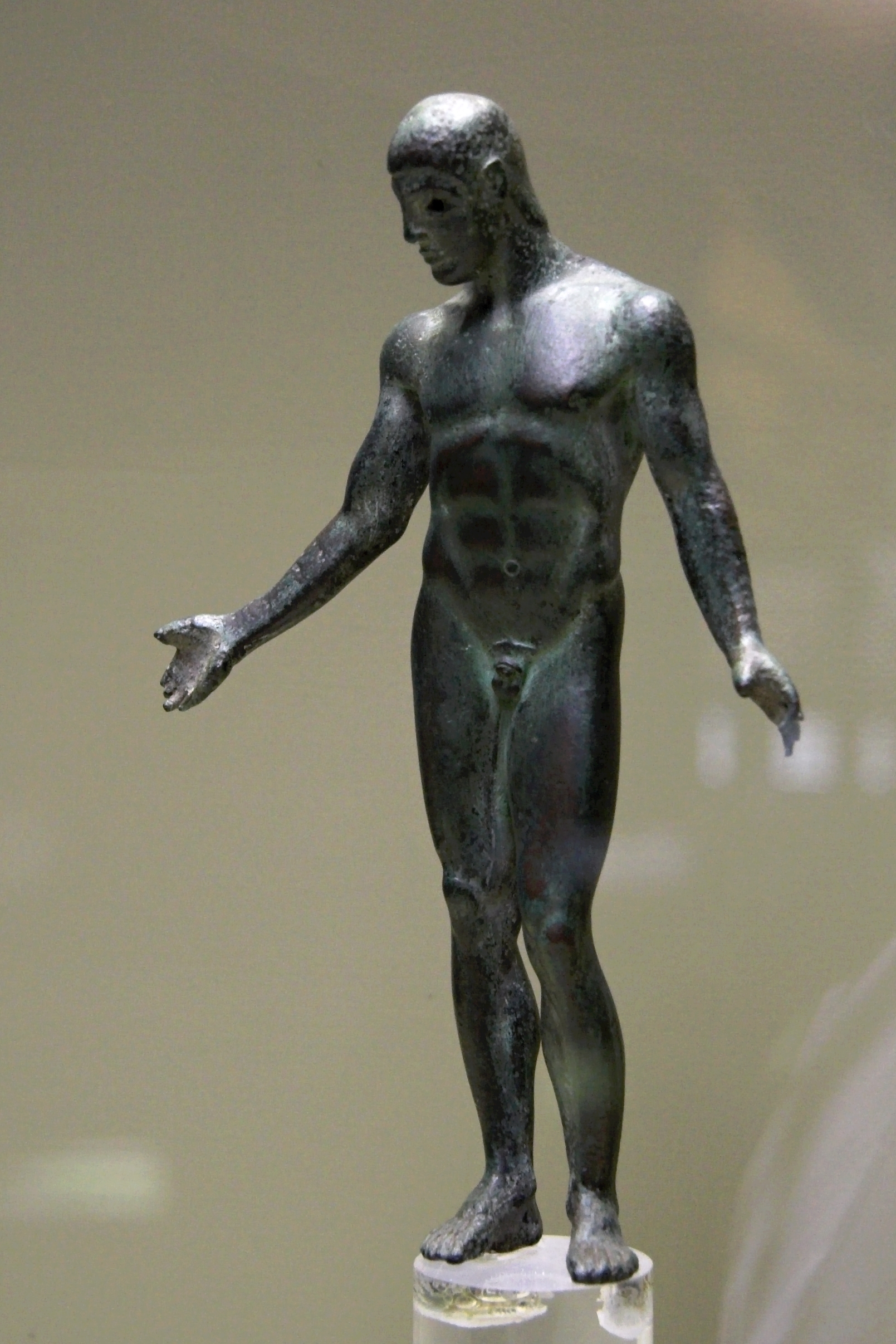
Efebo di Adrano

Dal sito provengono anche altri numerosi bronzetti non connessi al ripostiglio, ma testimoni del febbrile interesse per tale metallo da parte dei siculi che abitavano il villaggio.
Uno su tutti il Bronzetto o Efebo di Adrano, statuina di circa 19,5 cm in stile severo del 460 a.C. circa, ritrovato in contrada Polichello e raffigurante un atleta nudo offerente, attribuito da alcuni studiosi a Pitagora di Reggio, scultore autore di diverse statue di atletici, o anche ritenuto una copia in scala di una sua opera; detta statuina è esposta al Paolo Orsi di Siracusa.
Altra notevole opera è il Banchettante databile al 530 a.C. circa, trovato nel 1945, rappresentante una figura virile durante un banchetto e che trova confronti con analoghe tipologie in ambienti etruschi e magno-greci.
Nel 1962 l'archeologa Pelagatti rinvenne presso la parete orientale della porta della città un'epigrafe databile alla seconda metà del VI secolo a.C. su due righe da destra a sinistra in una lingua non ellenica. La lingua non è stata ancora decifrata e costituisce un'importante testimonianza oggi esposta al Museo Paolo Orsi di Siracusa.

### Identificazione
L'identificazione della anonima città si tentò sin dalla sua scoperta e individuazione da parte del prevosto Salvatore Petronio Russo il quale battezzò il villaggio rinvenuto Simaethia.
Orsi preferì una prudente Città sicula del Mendolito, senza sbilanciarsi in congetture, mentre Jenkins propose l'identificazione con Piakos sulla base dei ritrovamenti numismatici e Bernabò Brea propose piuttosto l'identificazione con Paline, sede dell'antico culto del dio Adranos, seguendo la tradizione dettata da Diodoro Siculo.
Tuttavia ancora nessuna ipotesi ha trovato conferma archeologica e il sito prende genericamente il nome dalla contrada, seguendo la denominazione che diede Orsi.

## Studi

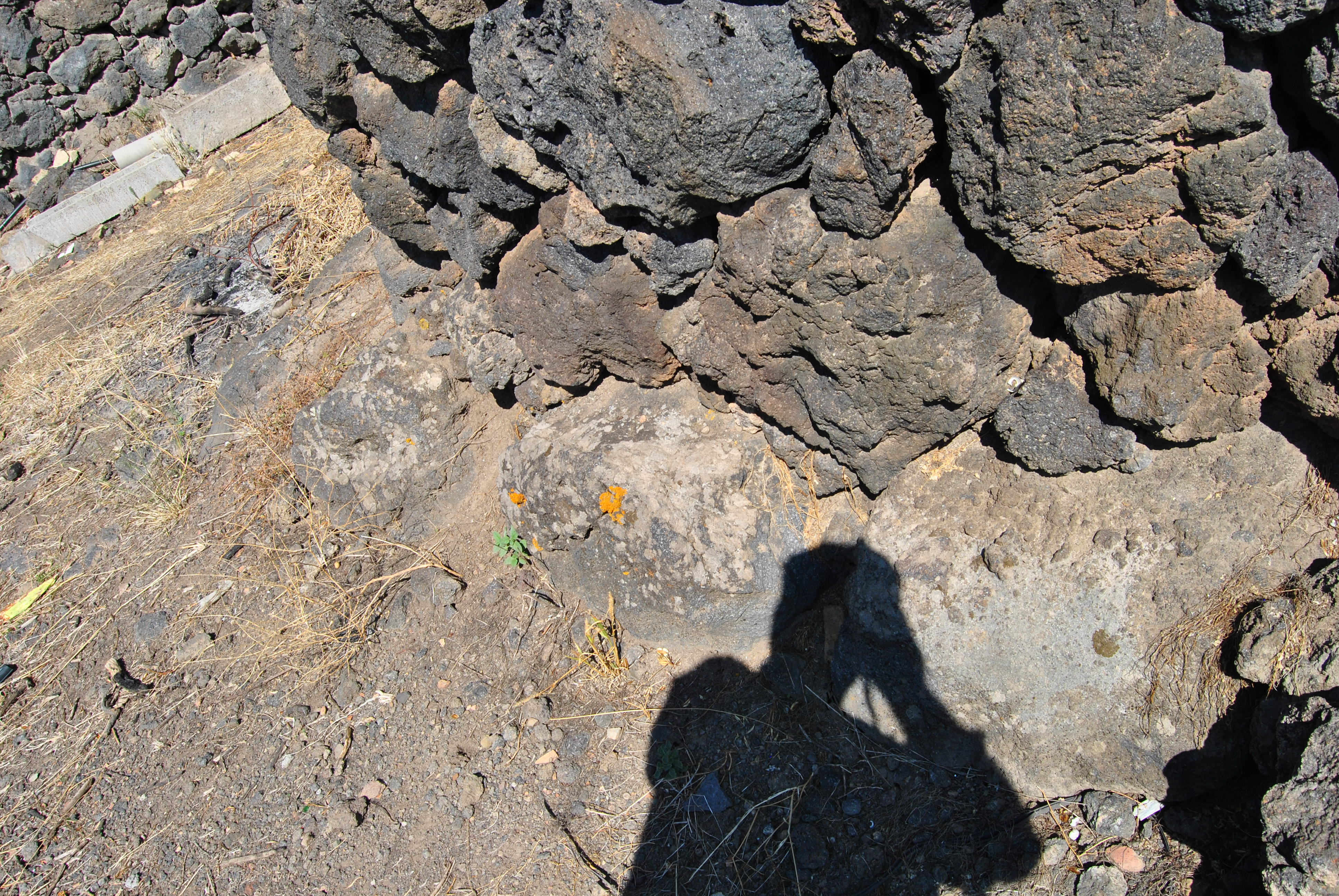
Fondamenta della Torre Est in pietre poligonali, venute alla luce in sede degli scavi del 2009-2010.

A scoprire il sito, come detto, fu alla fine del XIX secolo il prevosto Salvatore Petronio Russo, studioso adranita che identificò parte delle mura e dell'abitato. Egli ritenne che il sito dovette chiamarsi Simaethia, traendo il nome dal vicino fiume Simeto, presso cui sorgeva la cittadella.
Negli anni 1898-1909 l'archeologo Paolo Orsi si occupò degli scavi in zona, ampliando le ricerche nell'abitato e a sud, presso le Sciare Manganelli, dove identificò una necropoli a tholoi. Nel periodo in cui egli si interessò alla contrada del Mendolito si rinvenne occasionalmente il grande ripostiglio da circa 800 kg in bronzo nel fondo Ciaramidaro; fu poi cura dell'archeologo acquistare i vari pezzi che erano stati dispersi dal luogo di rinvenimento. La pubblicazione dei suoi Taccuini di scavo avvenne settanta anni dopo per opera dell'archeologa Paola Pelagatti, la quale tornerà a scavare nel sito a partire dal biennio 1962-1963. In questi anni verranno alla luce la Porta Sud e la lastra in pietra calcarea incisa in caratteri greci e lingua sicula. Nel corso di tali scavi vennero alla luce anche altre sepolture ed abitazioni, nonché resti architettonici di un edificio di culto o pubblico.
Altri scavi vennero compiuti dalla Sovrintendenza di Catania sotto la conduzione dell'archeologa Gioconda Lamagna nel biennio 1988-1989. In questa occasione si ampliarono le conoscenze dell'abitato nel predio Sanfilippo e si identificò un grande edificio allungato a pianta rettangolare diviso da tre pareti interne in quattro ambienti di diversa dimensione.
Gli ultimi scavi compiuti sempre sotto la direzione della Lamagna vennero iniziati nel 2009 per concludersi nel mese di febbraio dell'anno successivo, grazie all'ausilio dei volontari di Siciliantica che vennero distribuiti in sei turni di quattro giorni ciascuno.